# Костанай
Костана́й (каз. Қостанай / Qostanaiо файле; ранее — Николаевск, Кустана́й,) — город в Казахстане, административный центр Костанайской области.
Расположен на северо-западе Казахстана, в северной части Костанайской области. Площадь составляет 242 км².

## Этимология
До 17 июня 1997 года город назывался Кустана́ем, по названию урочища, на котором расположился город у берега реки Тобол. Первоначальное название: Николаевск.
В 1870 году полковник-геодезист А. А. Тилло предлагал начать строительство поселения Урбадай, таким образом оно стало самым первым запроектированным названием для будущего города на реке Тобол. С приходом на должность губернатора Тургайской области генерала А. П. Константиновича было решено начать строительство не возле брода Урдабай, а возле брода Кустанай. Так в 1879 году в официальных бумагах впервые появилось название Кустанай. Местное население называло будущий город по-разному: где-то в неофициальных документах оно называлось как Ново-Николаевск (У. Тюлькубаев, И. Урымбаев, Б. Адаев и К. Адаев), где-то как Ново-Тобольск (архитектор М. Б. Вебель). Официально эти названия не употреблялись, но имелись в архитектурном проекте и указывались соответствующими ведомствами. В 1882—1884 годах повсеместно использовалось название Ново-Николаевск, хотя Николаевский уездный начальник, статский советник А. Сипайлов, стоявший у истоков основания города, а также епископ Оренбургский и Уральский Вениамин, именуют его как посёлок в урочище Кустанай, никак не употребляя иных названий. Но уже в 1884 году по всем ведомствам официально употребляется только поселение Кустанай, хотя повсеместно продолжает в переписках указываться как Ново-Николаевск либо просто Николаевск. Только 20 февраля 1895 года Высочайшим повелением императора Николая II город получил окончательное название Кустанай.
Во многих городах Казахстана, России и Украины в честь указанного населённого пункта под его бывшим названием (Кустанай) имеется Кустанайская улица.

## География
Город расположен в степной зоне на северо-востоке Тургайского плато, в юго-западной части Западно-Сибирской равнины, на реке Тобол, в 571 километрах к северо-западу от Астаны (по трассе 704 километра) и 529 километрах к северо-востоку от города Актобе (по трассе 706 км). Ближайшим городом-миллионником является российский Челябинск, расположенный в 260 километрах (по трассе более 300 км) к северо-западу от Костаная.
| С-З | Уфа ~ 656 км Челябинск ~ 303 км | Курган ~ 307 км                     | Омск ~ 740 км Петропавловск ~ 450 км                  | С-В |
| З   | Магнитогорск ~ 434 км           | Роза ветров                         | Кокшетау ~ 394 км                                     | В   |
| Ю-З | Актобе ~ 784 км                 | Аркалык ~ 500 км Кызылорда ~ 939 км | Жезказган ~ 668 км Астана ~ 704 км Павлодар ~ 1111 км | Ю-В |

## Физико-географическая характеристика

### Часовой пояс
Долгота Костаная соответствует времени UTC+04:14:32. До 2004 года в Костанае действовало декретное время (UTC+5) с ежегодным переводом часов на летнее время. После реформы часовых поясов в 2004 году Костанайская область перешла на время Астаны, которое соответствует часовому поясу UTC+6 по международному стандарту времени. Время в Костанае до 2024 года опережало географическое поясное время на 2 часа (средний полдень в Костанае наступал в 13:45).
После ввода единого времени в Казахстане 1 марта 2024 года Костанай вернулся в часовой пояс UTC+5.

### Климат
Континентальный, с жарким сухим летом и холодной снежной зимой. Средняя температура июля: +20,8 °C, января: −14,9 °C. Характерны перепады температур в течение дня. Средняя скорость ветра: 3,2 м/с, преимущественно южного направления зимой, и северного направления летом. Осадки в среднем в год: 352,2 мм, максимум осадков приходится на летний период. Среднегодовая влажность воздуха: 71 %. Вегетационный период около 170 суток.
| Показатель                                                                | Янв.  | Фев.  | Март  | Апр. | Май  | Июнь | Июль | Авг. | Сен. | Окт. | Нояб. | Дек.  | Год   |
| ------------------------------------------------------------------------- | ----- | ----- | ----- | ---- | ---- | ---- | ---- | ---- | ---- | ---- | ----- | ----- | ----- |
| Абсолютный максимум, °C                                                   | 3,2   | 3,8   | 16,6  | 30,6 | 38,6 | 41,0 | 42,5 | 39,9 | 37,4 | 28,6 | 14,3  | 6,8   | 42,5  |
| Средний суточный максимум, °C                                             | −10,6 | −9    | −1,4  | 11,7 | 21,0 | 26,0 | 26,8 | 25,5 | 19,0 | 10,4 | −1    | −8,4  | 9,2   |
| Средняя температура, °C                                                   | −14,9 | −14   | −6,3  | 5,9  | 14,5 | 19,7 | 20,8 | 19,0 | 12,6 | 5,1  | −5    | −12,5 | 3,8   |
| Средний суточный минимум, °C                                              | −19,3 | −18,7 | −11   | 0,5  | 7,9  | 13,2 | 14,9 | 13,1 | 7,1  | 0,7  | −8,5  | −16,7 | −1,3  |
| Абсолютный минимум, °C                                                    | −45,8 | −47,8 | −37,3 | −24  | −9,5 | −2,2 | 2,9  | −0,7 | −8,7 | −23  | −37,6 | −44,5 | −47,8 |
| Норма осадков, мм                                                         | 18,0  | 17,0  | 20,1  | 25,9 | 37,0 | 37,5 | 51,9 | 38,9 | 26,7 | 31,0 | 24,0  | 24,2  | 352,4 |
| Источник: Погода и климат. pogoda.ru.net. Дата обращения: 28 апреля 2025. |       |       |       |      |      |      |      |      |      |      |       |       |       |

## История
Освоение казахских степей русскими переселенцами началось в последней четверти XIX века. Местность, куда входит современный город Костанай, была названа Николаевским уездом, а его центром управления являлась станица Николаевская. Уезд входил в состав Тургайской области Российской империи.
Управление уездом осуществлялось за пределами территории самого уезда, что вызывало неудобство.
Поэтому планировалось основать новый экономический центр, с которым были бы связаны все основные нити торгово-экономических путей, чтобы включить эту местность в экономические отношения с Уралом, Западной Сибирью и Центральной Россией.
В октябре 1864 года начальник уезда А. Сипайлов писал письмо в Оренбург, предлагая построить город на месте урочища Урдабай. Он был одним из первых, кто внёс предложение по расположению будущего города. В своём письме он описывал урочище так:
Это лучшее место в степи, оно более или менее центрально, особенно во время летних кочёвок киргизов. Оно удобно и в экономическом отношении, для жителей будущего города, и в отношении торговли.
Урочище Урдабай, находящееся вблизи реки Тобол, было выбрано местом для постройки города, но вскоре, после осмотра местности военным губернатором Тургайской области А. Константиновичем, выяснилось, что место оказалось неподходящим. В итоге было решено построить город на месте урочища Кустанай, которое находилось в 8 вёрстах ниже по течению реки Тобол. Городу было дано название Николаевск.
Строительство города было начато в 1879 году по распоряжению оренбургского генерал-губернатора Николая Крыжановского. Изначально население Николаевского уезда состояло из коренных жителей — казахов, которые проживали в 8 волостях, а именно: в Аракарагайской, Джитыгаринской, Дамбарской, Аманкарагайской, Мендыкаринской, Саройской, Шубарской и Суундукской волости. Но в связи со строительством нового поселения в 1880 году начали пребывать переселенцы из европейской части Российской империи. Началось земледельческое, скотоводческое и коневодческое освоение этого края. Первоначально в городе были предприятия по переработке сельскохозяйственного сырья и небольшие кожевенные и маслобойные заводы. В 1895 году Николаевский уезд переименовывается в Кустанайский уезд, а сам город обретает официальное название Кустанай по одноимённому названию урочища.
Один из значительных этапов переселения пришелся на конец XIX — начало XX веков и связан в первую очередь с открытием Сибирской железной дороги и Столыпинской аграрной реформой. В это время был заложен фундамент украинской общины в Казахстане.
В 1912—1913 годах была построена железнодорожная линия Челябинск — Кустанай и открыта одноимённая железнодорожная станция. В начале XX века город являлся крупным торговым ярмарочным центром в казахских степях. Швейцарский гражданин Лорец построил крупнейший на Южном Урале и на территории нынешнего Казахстана завод по производству пива, действующий до сих пор, пиво которого разливалось в специально производимые фирменные бутылки, что по тем временам было редкостью. В 1942—1946 годах в городе находилось в эвакуации Сталинградское лётное училище, в 1946 году перебазированное в Новосибирск.
В 1950-е годы население города и области заметно возросло в связи с освоением целины. На восточном въезде в город, со стороны реки Тобол, была установлена крупномасштабная архитектурная надпись-стела с пятиметровыми цифрами, подобная этой: «385 тыс. тонн зерна», где число тонн обновлялось каждую неделю.
17 июня 1997 года указом Президента Казахстана было изменено написание названия, город Кустанай был переименован в Костанай, а Кустанайская область, соответственно — в Костанайскую область.
В 2025 году Советом Глав государств СНГ Костанаю присвоено почётное звание почётное звание Содружества Независимых Государств «Город трудовой славы. 1941–1945 гг.».

## Население
| 1923     | 1939     | 1959    | 1970     | 1979     | 1989     | 1999     |
| -------- | -------- | ------- | -------- | -------- | -------- | -------- |
| 20 785   | ↗33 540  | ↗86 382 | ↗123 517 | ↗164 500 | ↗223 558 | ↘222 816 |
| 2009     | 2021     |         |          |          |          |          |
| ↘214 961 | ↗258 990 |         |          |          |          |          |

Национальный состав (на начало 2023 года):
- казахи — 121 346 чел. (45,88 %),
- русские — 90 541 чел. (34,24 %).
- украинцы — 22 979 чел. (8,69 %),
- немцы — 7260 чел. (2,75 %),
- татары — 4849 чел. (1,83 %),
- белорусы — 4168 чел. (1,58 %),
- корейцы — 3013 чел. (1,14 %),
- азербайджанцы — 1537 чел. (0,58 %),
- башкиры — 881 чел. (0,33 %),
- армяне — 880 чел. (0,33 %),
- поляки — 522 чел. (0,20 %),
- молдаване — 516 чел. (0,20 %),
- узбеки — 504 чел. (0,19 %),
- чеченцы — 500 чел. (0,19 %),
- мордва — 418 чел. (0,16 %),
- ингуши — 385 чел. (0,15 %),
- удмурты — 384 чел. (0,15 %),
- чуваши — 250 чел. (0,09 %),
- другие — 3533 чел. (1,34 %).
- Всего: 264 466 чел. (100,00 %)

## Экономика

### Предпринимательство
Общие число зарегистрированных индивидуальных предпринимателей на 1 июля 2018 года: 24 663 чел., из них действующих 23 885 чел. Общее число зарегистрированных хозяйствующих субъектов (юридических лиц): 8533 ед. Количество нотариусов: 95 ед., адвокатов и юридических консультаций: 201 и 40 ед. соответственно.

### Промышленность
В городе действует 367 действующих промышленных предприятий и 653 предприятия с иностранным участием. Насчитывается 5 предприятий, производящих этиловый спирт и алкогольную продукцию: ТОО «Фирма Арасан», ТОО «Ваvaria», ТОО «Апис», ИП Жандарбеков Б. А., ИП Киреев Д. П. С 2014 года в Костанае функционирует «Индустриальная зона республиканского значения» общей площадью 400 га, где были запущены предприятия в сфере сельхозмашиностроения. Общее количество недропользователей, в том числе занятых разработкой и добычей: 57 единиц. Количество предприятий занимающихся производством строительных материалов: 72 единицы. Объём валовой продукции сельского, лесного и рыбного хозяйства за январь-июнь 2018 года: 677,2 млн тенге. Валовый выпуск продукции животноводства за январь—июнь 2018 года: 540,8 млн тенге. Объём продукции обрабатывающей промышленности за 2009 год составил 57,4 млрд тенге, в общем объёме:
- производство пищевых продуктов, включая напитки: 41,2 млрд тенге. Кондитерская фабрика «Баян Сулу» обеспечивает 11,5 % областного объёма производства пищевой промышленности. АО «Костанайский мелькомбинат» ТОО «Аруана-2010» дает большую часть поступлений;
- машиностроение: 9,9 млрд тенге. АО «Агромашхолдинг KZ». ТОО «Агротехмаш». Казахстанская автомобильная компания «Allur»;
- лёгкая промышленность: 2,3 млрд тенге. ТОО «Костанайская прядильно-трикотажная фабрика». ТОО «Костанайская фабрика валяной обуви». Швейная фабрика «Большевичка».

## Транспорт

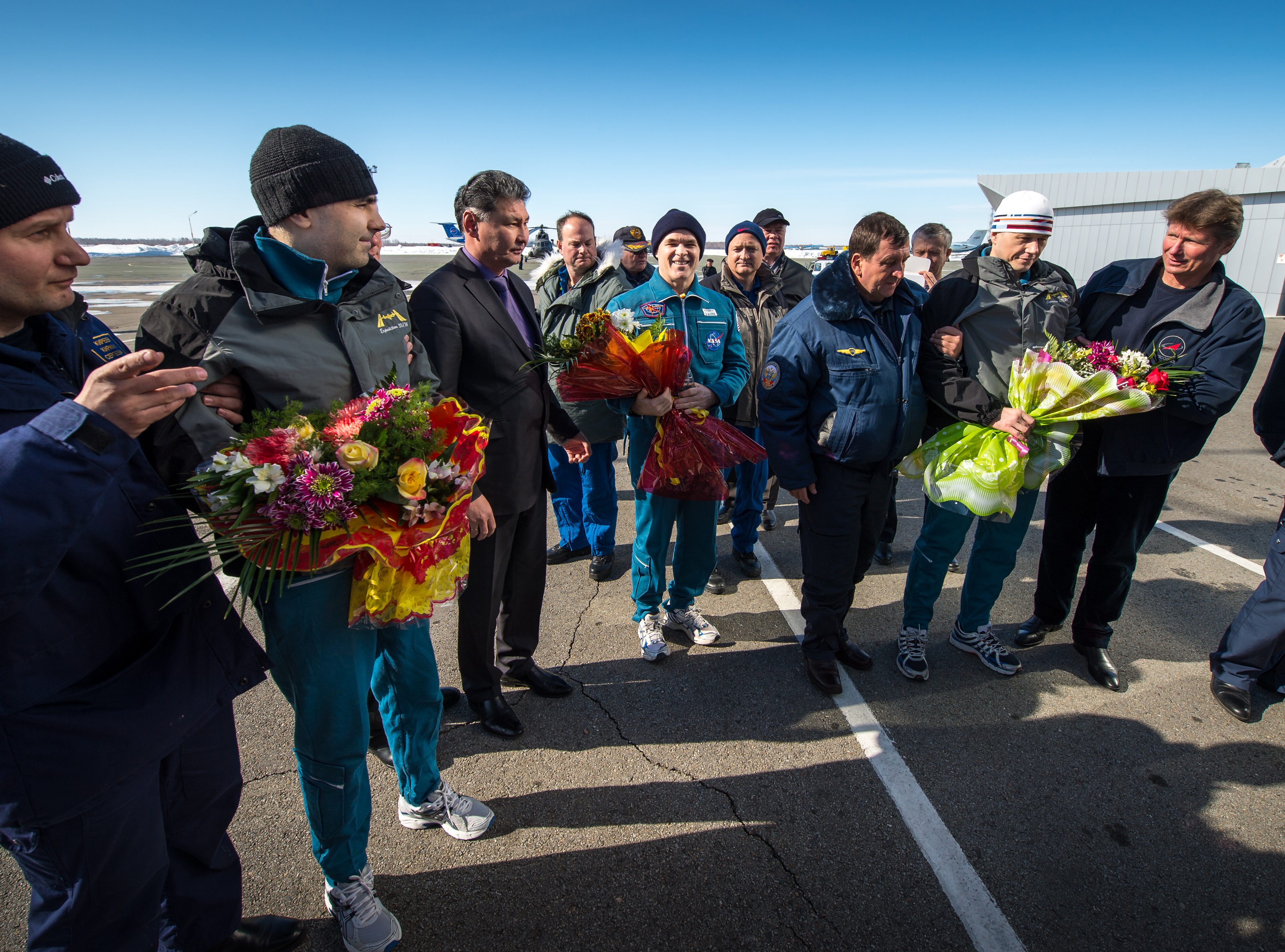
Встреча экипажа «Союз ТМА-06М» в аэропорту имени Ахмета Байтурсынова

Международный аэропорт имени Ахмета Байтурсынова. Авиарейсы осуществляют авиакомпании Air Astana, FlyArystan, SCAT, Bek Air, Irtysh Air, а также «Белавиа» (Беларусь), Hamburg International Luftverk (Германия), «Аэрофлот — Российские авиалинии». Воздушным путём можно добраться в Алма-Ату, Астану, Киев, Минск, Москву. В летний период — в Анталью, Ганновер.
Железнодорожный вокзал станции Костанай. Перевозки осуществляются в Актобе, Алма-Ату, Аркалык, Астану, Караганду, Кокшетау и Челябинск. Также курсируют пригородные поезда в Житикару, Новоишимскую, Троицк, Хромтау. В 90 км от города расположена крупная железнодорожная станция Тобол.
Автовокзал. Перевозки осуществляются по большому числу как областных, республиканских, так и международных линий.
Городской транспорт. Стоимость проезда на общественном транспорте по состоянию на июль 2024 г.— 100 тенге. Троллейбусное движение было открыто 28 декабря 1989 года по маршруту КСК (Камвольно-Суконный Комбинат) — Центральный рынок. В 1991 году на линию выходило до 50 троллейбусов. В 2005 году движение было остановлено, а в 2012 году сеть и тяговые станции были отключены и демонтированы.

## Культура и образование

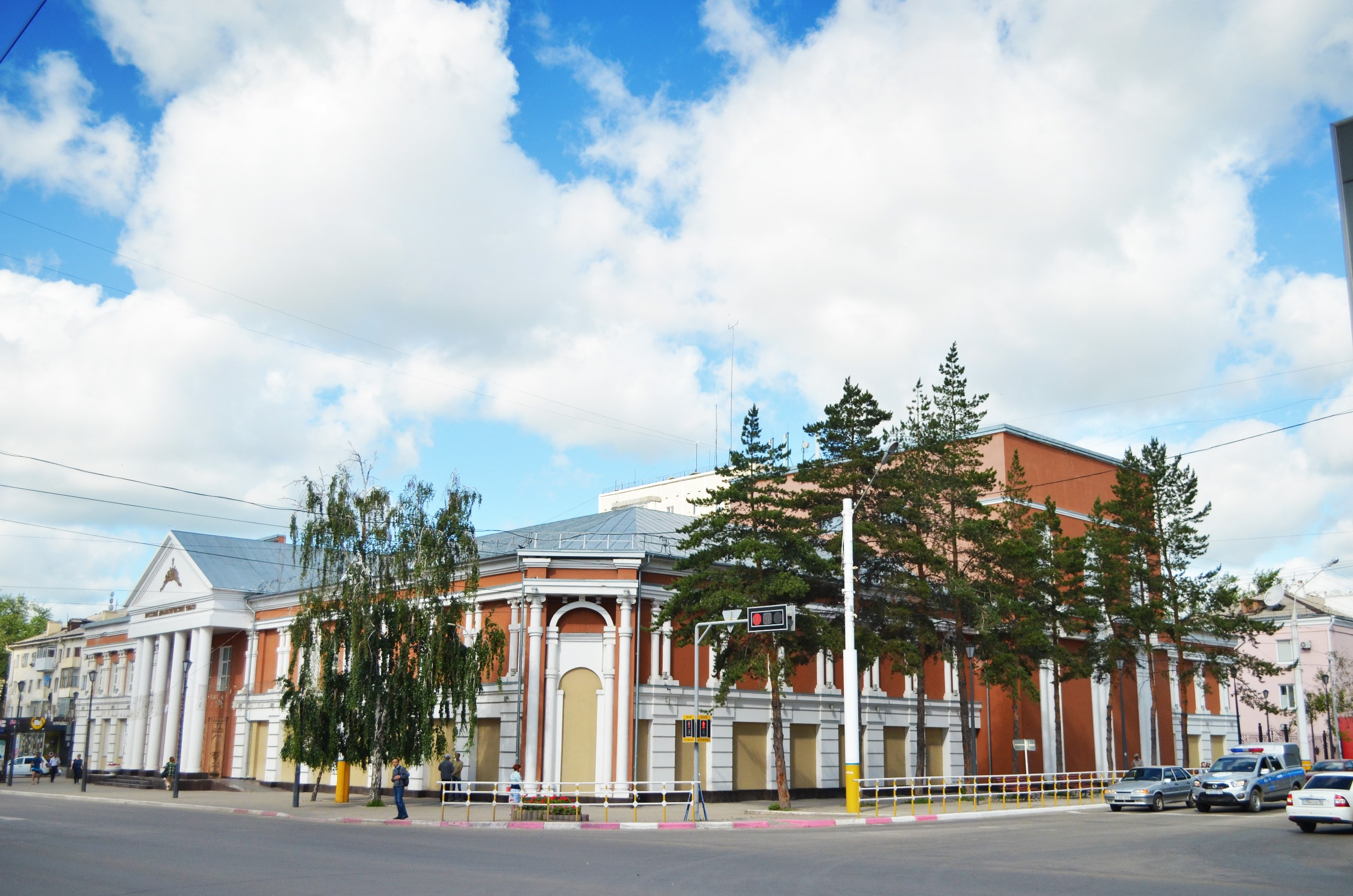
Областной русский драматический театр

### Театры
- Костанайский областной казахский театр драмы им. Омарова.
- Костанайский областной русский драматический театр.
- Костанайский областной кукольный театр. На 2022 год труппа театра располагается в здании областного драматического театра.

### Учебные заведения
- Костанайский государственный университет им. А. Байтурсынова[30].
- Костанайский филиал Челябинского государственного университета.
- Костанайский государственный педагогический университет имени У. Султангазина.
- Костанайский гуманитарный институт.
- Костанайский инженерно-экономический университет им. М. Дулатова[31].
- Костанайская академия Министерства внутренних дел Республики Казахстан имени Шракбека Кабылбаева[32].
- Костанайский социально-технический колледж.
- Костанайский колледж автомобильного транспорта[33].
- «Назарбаев Интеллектуальная школа ФМН».
- Школа-интернат для одаренных детей имени И. Алтынсарина[34].
- Костанайский высший медицинский колледж.
- Костанайский высший педагогический колледж[35].
- Костанайский политехнический колледж[36].
- Костанайский строительный колледж[37].
- Костанайский гуманитарный колледж.
- Костанайский экономический колледж Казпотребсоюза.
- Костанайский индустриально-педагогический колледж.
- Костанайский колледж социального образования.
- Костанайский центр тестирования TOEFL.
- Костанайский образовательный центр NotaBene.
- Костанайский казахско-турецкий лицей-интернат для одаренных детей.
- Специализированная школа-лицей-интернат «Озат»[38].

### Библиотеки
- Костанайская областная универсальная библиотека им. Л. Н. Толстого[39].
- Костанайская областная библиотека для детей и юношества им. И. Алтынсарина[40].
- Костанайский филиал Республиканской научно-технической библиотеки[41].
- Костанайская городская библиотека им. Н. Островского.
- Городская детская библиотека имени А. С. Пушкина

### Достопримечательности
В городе насчитывается 173 памятника историко-культурного значения. Из них 3 — республиканского значения, 47 — местного, 25 обелисков и бюстов и 97 мемориальных досок.
- Памятник «Сталевару».
- Памятник «Компьютерной клавиатуре».
- Памятник студентке с ноутбуком.
- Скульптура «Девушка с сотовым телефоном», «Верунчик».
- Скульптура «Барышня с зонтом».
- Памятник Чарли Чаплину.
- Площадь А. Байтурсынова с памятником А. Байтурсынову.
- Бюст И. Алтынсарину.
- Дом купца А. П. Лоренца.
- «Карета Лисаковская».
- Французский культурный центр.
- Памятник Хакимжана Наурызбаева
- Памятник Камшат Доненбаевой
- Памятник освоения Соколовско-Сарбайского месторождения
- Парк Победы:
  - Мемориал памяти жертв Великой Отечественной войны,
  - Памятник жертвам репрессий,
  - Памятник жертвам локальных конфликтов,
  - Памятник жертвам радиационных катастроф.
- Бюст дважды Героя Советского Союза И. Ф. Павлова.
- Бюст дважды Героя Советского Союза Л. И. Беды.
- Расстрельная стена, у которой колчаковцы расстреливали красноармейцев.
- Музей Алтынсарина.
- Памятник Амангельды Иманову.
- Памятник Лаврентию Игнатьевичу Тарану.
- Памятник А. С. Пушкину.
- Костанайский областной историко-краеведческий музей[42].

### СМИ
Выпускаются газеты «Костанайские новости», «Наша газета», «КостанайАгро» и другие. Рекламные издания представлены газетами «Твой шанс», бесплатной газетой «Новое время».

### Религия
В Костанае имеются религиозные храмы авраамических религий. Основными религиями в городе являются ислам (суннизм) и христианство (православие). Также в 2009 году была построена синагога. Имеется католический костёл.

## Парки, скверы и аллеи

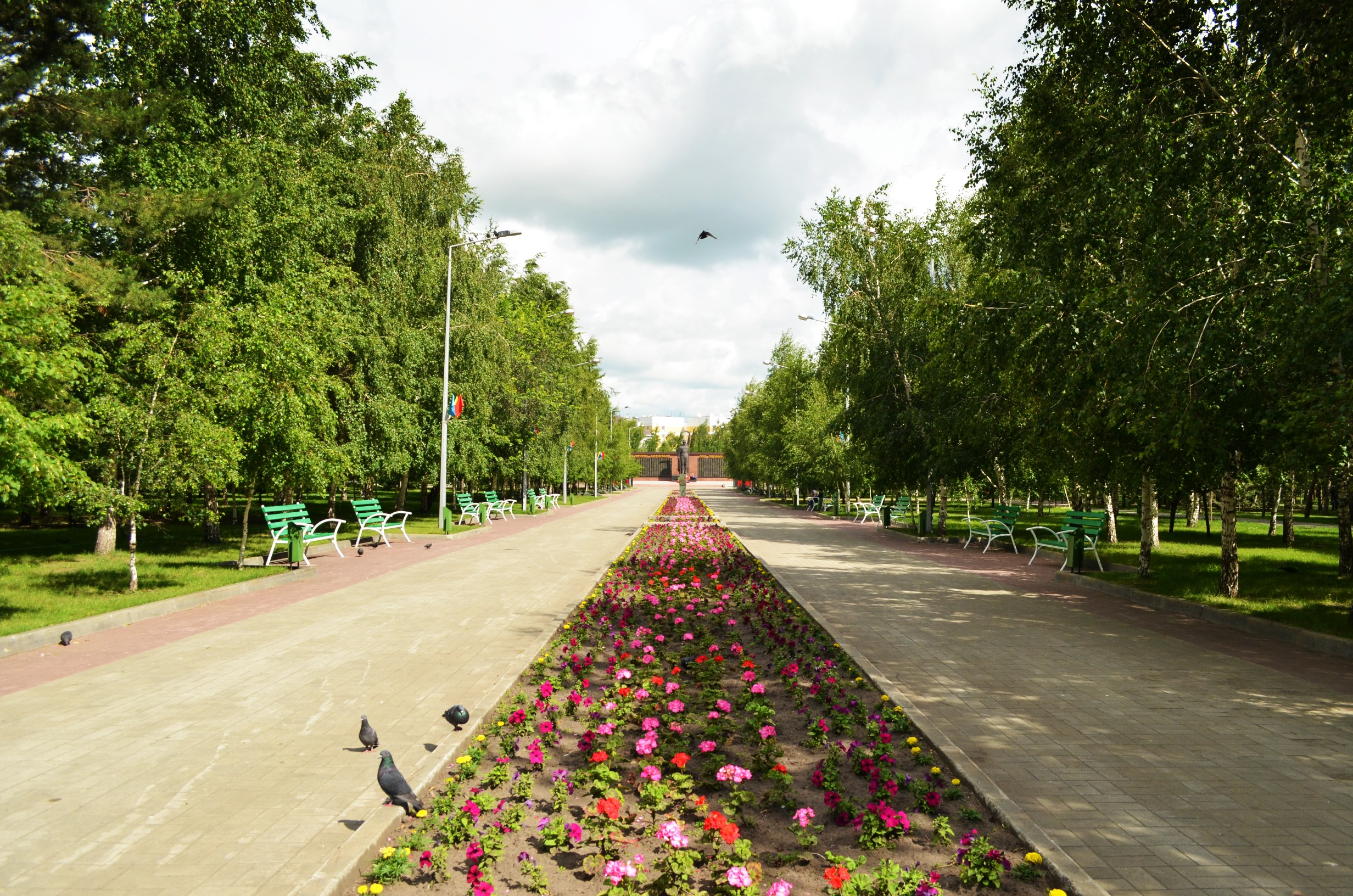
Парк Победы в Костанае

### Парки
В городе насчитывается 5 относительно крупных парков:
- Городской парк,
- Центральный парк,
- Парк "Ұлы дала",
- Парк Победы.
- парк Бульвар Молодежи

### Аллеи и скверы
- Аллея Депутатов[43].
- Аллея Бизнеса[44].
- Аллея госслужбы[45].
- Аллея НК «Казахстан темир жолы»
- Аллея Лисаковска.
- Аллея ТОО «Аят-1».
- Рудненская аллея.
- Аллея Алтынсаринского района.
- Аллея в память о погибших в ТЦ "Зимняя вишня[46]
- Сквер Акимата города Костаная
- Сквер им. А. И. Парадовича.
- Сквер им. И. Алтынсарина.

## Главы города

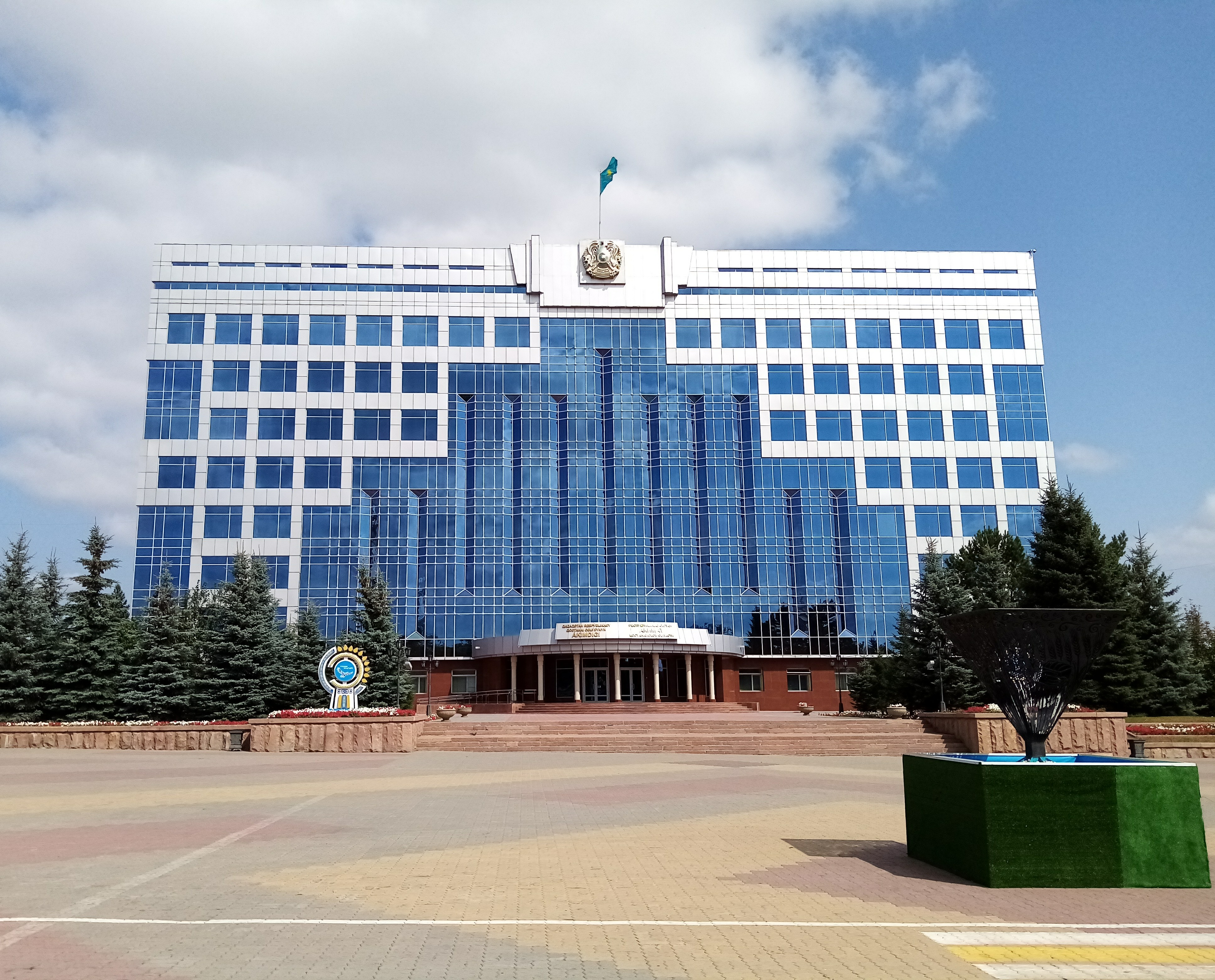
Акимат Костанайской области

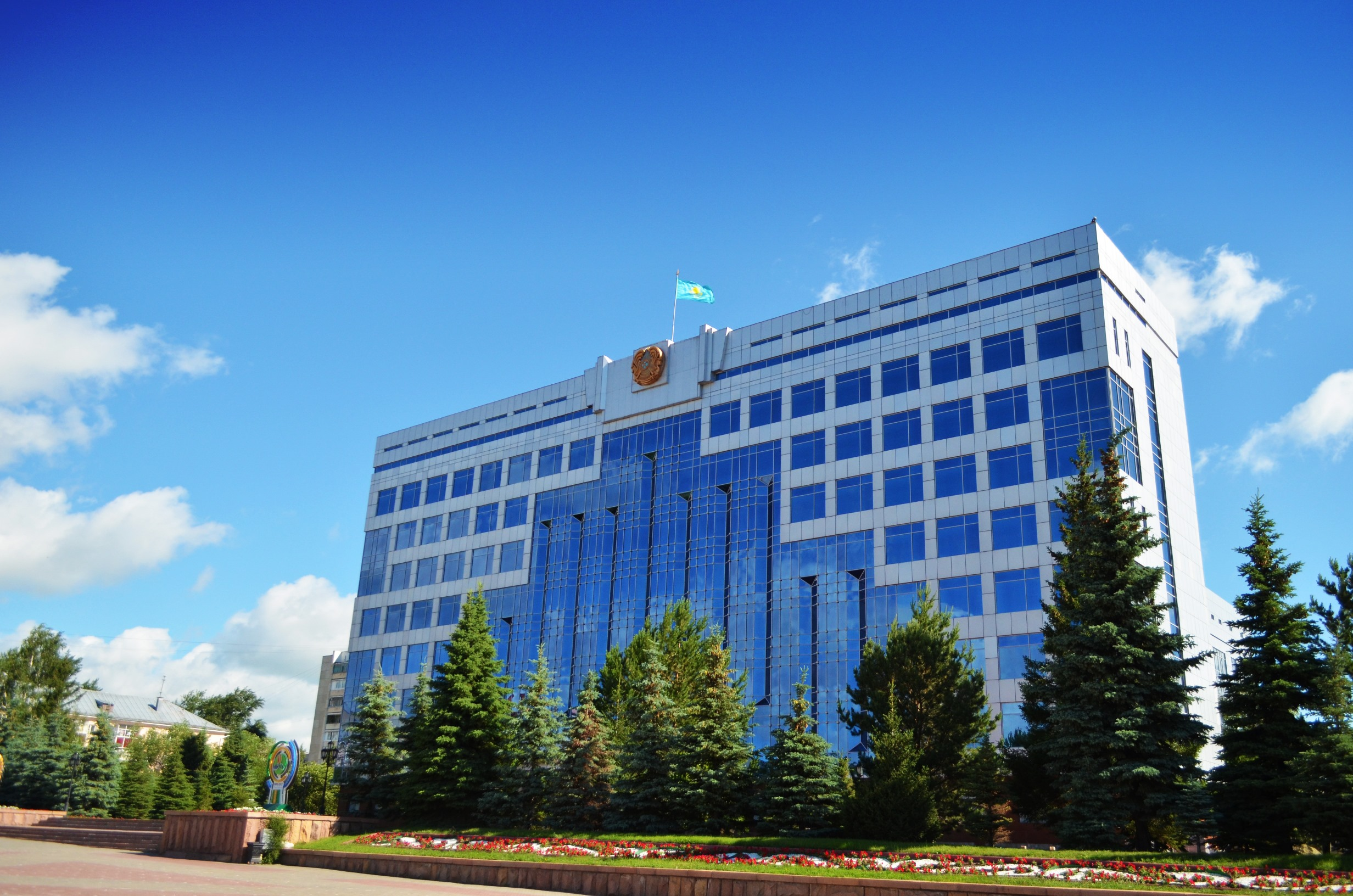
Акимат города Костаная

### Первые секретари горкома
1. Жаныбеков, Шангерей (1963—1975),
2. Макушев, Василий Васильевич (1975—1981),
3. Михайлов, Валентин Юрьевич (06.1981 — 05.1988),
4. Корнев, Василий Евсеевич (1988—1990).

### Председатели горисполкома
1. Великанов, Валентин Евгеньевич (1954—1965),
2. Михайлов, Валентин Юрьевич (11.1980—06.1981)[47].

### Акимы
1. Корнев, Василий Евсеевич (май 1988 — май 1998)[48][49][50],
2. Куленко, Олег Иванович (1998—1999),
3. Ашим, Нургали Садуакасович (февраль 1999 — июль 2000),
4. Ленивцев, Виктор Николаевич (июнь 2000 — апрель 2004),
5. Садуакасов, Нуралы Мустафинович (апрель 2004 — июнь 2006),
6. Нургалиев, Женис Мирасович (июнь 2006 — январь 2008)[51],
7. Нурмухамбетов, Гауез Торсанович (январь 2008 — февраль 2009),
8. Нургалиев, Жомарт Мирасович (февраля 2009 — февраль 2012),
9. Нурмухамбетов, Гауез Торсанович (февраль 2012 — июнь 2014),
10. Ахметжанов, Ахмедбек Масакбаевич (18 июня 2014 — 10 сентября 2015),
11. Жакупов, Базыл Шамуханович (с 23 сентября 2015 — 1 февраля 2019)[52],
12. Ахметов, Кайрат Жумашович (с 1 февраля 2019 года — 24 марта 2022)[53][54],
13. Жундубаев, Марат Кунисбайулы (с 24 марта 2022)[55].

## Спорт

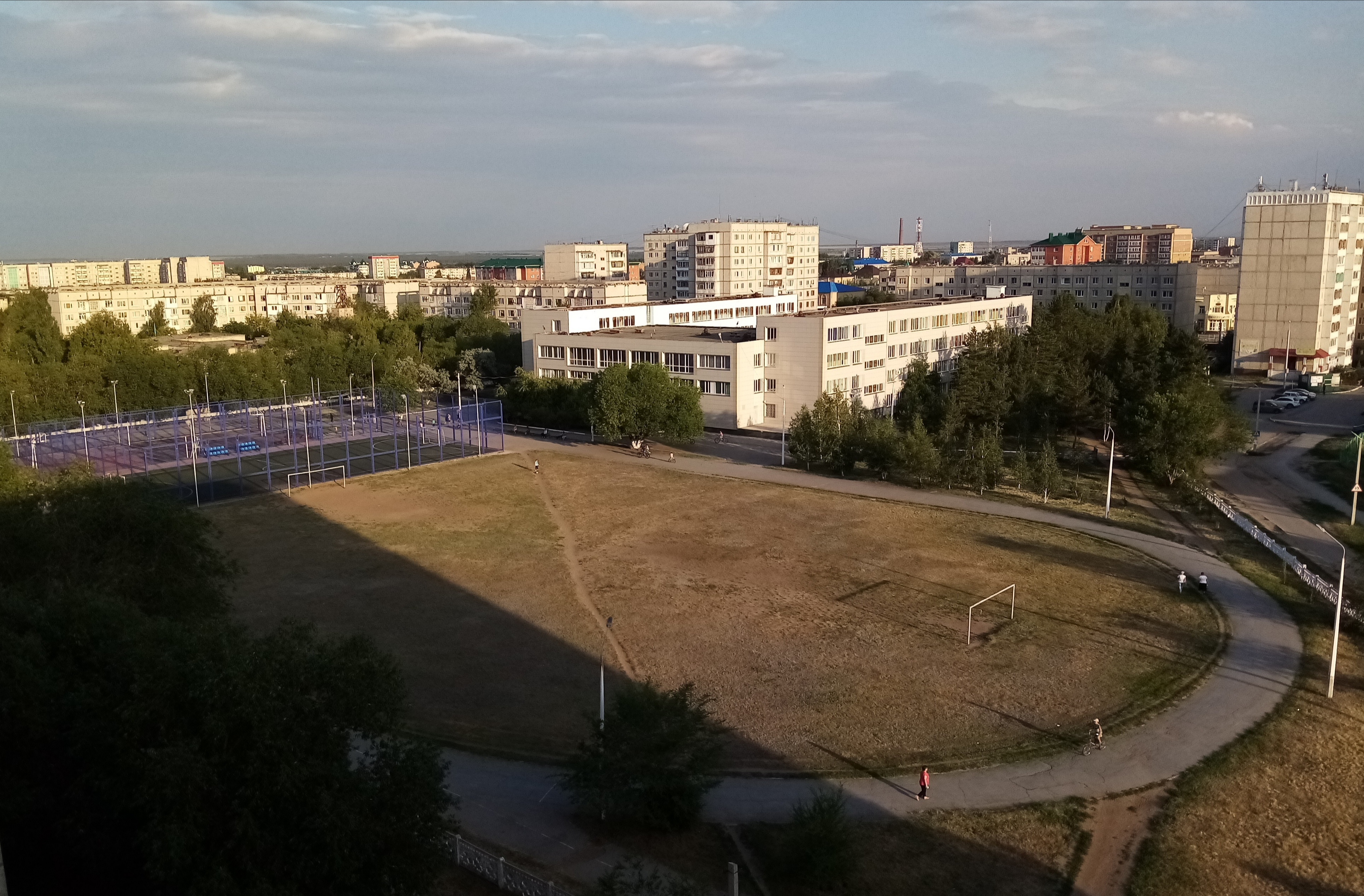
Школьный стадион в городе Костанае, 8 микрорайон

Спортивные клубы и спортсмены города:
- Футбольный клуб «Тобол». Чемпион Казахстана 2010 и 2021 годов, обладатель Суперкубка Казахстана 2021 и 2024 годов, обладатель Кубка Казахстана 2007 и 2023 годов, победитель Кубка Интертото 2007 года (первым и единственным клубом стран СНГ)[56][57].
- Баскетбольный клуб «Тобол»
- Спортивный клуб «Алга».
- Профессиональный спортивный клуб «Вершина».
- Шахматный клуб им. А. Г. Уфимцева.

## Города-побратимы
- Керклис, Англия, Великобритания, с 1989 года[источник не указан 982 дня].